# Peter Scholze
Peter Scholze, né le 11 décembre 1987 à Dresde, est un mathématicien allemand, professeur à l’université rhénane Frédéric-Guillaume de Bonn. Il travaille à l'interface entre théorie des nombres et géométrie algébrique (aussi appelée géométrie  arithmétique). Il reçoit notamment la Médaille Fields en 2018.

## Biographie
Peter Scholze grandit à Berlin-Friedrichshain et est élève du Heinrich-Hertz-Gymnasium, lycée à l'enseignement mathématique renforcé. Encore adolescent, il gagne trois médailles d'or et une d'argent aux  Olympiades internationales de mathématiques. Après son Abitur en 2007, il étudie les mathématiques à l'université de Bonn. Il termine la licence en trois semestres, sa maîtrise en deux semestres et soutient une thèse de doctorat en 2012 intitulée Perfectoid Spaces sous la direction de Michael Rapoport.
À partir de juillet 2011, il est pour cinq ans fellow de l'Institut de mathématiques Clay. En 2012, Scholze est nommé sur une chaire du Centre Hausdorff pour les mathématiques auprès du pôle d'excellence de Bonn,. Grâce à ses travaux exceptionnels, il a été nommé sans être passé auparavant par le procédé usuel de l'habilitation universitaire.
Le domaine de recherche de Scholze est la théorie des nombres dans le cadre du programme de Langlands. Avant même le début de sa thèse, il trouve une nouvelle démonstration de la correspondance de Langlands locale (démontrée pour la première fois en 2000 par Guy Henniart puis par Michael Harris et Richard Taylor). Dans sa thèse, il introduit une nouvelle technique, les espaces perfectoïdes (en), qui permet de réduire des problèmes arithmétiques sur des corps locaux à caractéristiques mixtes à des corps à caractéristique unique. Une application est une généralisation du théorème de presque pureté de Gerd Faltings dans la théorie de Hodge p-adique. Sa technique conduit à la solution d'un cas particulier de la conjecture de « monodromie-poids » de Pierre Deligne. De plus, cette technique permet une interprétation géométrique d'autres problèmes; comme par exemple dans les variétés de Shimura ou des espaces introduits par Rapoport et Zink.
Il est marié  avec une mathématicienne et a une fille.

## Prix et distinctions
- 2012 : Prix et cours Peccot du Collège de France[14].
- 2013 : Prix SASTRA Ramanujan[15] .
- 2014 :
  - Clay Research Award, avec Maryam Mirzakhani.
  - Conférencier invité au Congrès international des mathématiciens à Séoul (Perfectoid spaces and their applications).
- 2015 :
  - Prix Frank-Nelson-Cole en algèbre de l'American Mathematical Society, pour « son travail sur les espaces perfectoïdes qui conduit à la solution d'un cas particulier de la conjecture de monodromie-poids de Pierre Deligne[16]. »
  - Prix Ostrowski.
  - Prix Fermat.
  - New Horizons in Mathematics Prize (refusé)[17].
- 2016 : Prix de la Société mathématique européenne et prix Gottfried-Wilhelm-Leibniz ; également conférence plénière au Congrès européen de mathématiques[18].
- 2018 : Médaille Fields.

## Publications
- Peter Scholze, « Perfectoid Spaces », thèse de doctorat, université rhénane Frédéric-Guillaume de Bonn, 19 novembre 2011
- Peter Scholze, « The Langlands-Kottwitz approach for the modular curve », International Mathematics Research Notices, no 15,‎ 2011, p. 3368-3425 (DOI 10.1093/imrn/rnq225, MR 2822177)
- Peter Scholze, « Perfectoid spaces », Publications mathématiques de l'IHÉS, vol. 116, no 1,‎ 2012, p. 245-313 (DOI 10.1007/s10240-012-0042-x, MR 3090258, zbMATH 1296.14020)  — Texte de la thèse de doctorat
- Peter Scholze et Jared Weinstein, « Moduli of p-divisible groups », Cambridge Journal of Mathematics, vol. 1, no 2,‎ 2013, p. 145-237 (DOI 10.4310/CJM.2013.v1.n2.a1, MR 3272049)
- Peter Scholze, « Perfectoid spaces : a survey », dans Current developments in mathematics, Somerville, MA, Int. Press, 2013 (MR 3204346, arXiv 1303.5948), p. 193-227
- Peter Scholze, « The Langlands-Kottwitz method and deformation spaces of p-divisible groups », Journal of the American Mathematical Society, vol. 26, no 1,‎ 2013, p. 227–259 (DOI 10.1090/S0894-0347-2012-00753-X)
- Peter Scholze et Sug Woo Shin, « On the cohomology of compact unitary group Shimura varieties at ramified split places », Journal of the American Mathematical Society, vol. 26, no 1,‎ 2013, p. 261–294 (DOI 10.1090/S0894-0347-2012-00752-8, arXiv 1110.0232)
- Peter Scholze, « P-adic Hodge theory of rigid analytic spaces », Forum of Mathematics, vol. 1,‎ 2013, e1,77 (DOI 10.1017/fmp.2013.1, arXiv 1205.3463)
- Peter Scholze, « The Langlands-Kottwitz approach for some simple Shimura varieties », Inventiones Mathematicae, vol. 192, no 3,‎ 2013, p. 627-661 (DOI 10.1007/s00222-012-0419-y, arXiv 1003.2451)
- Peter Scholze, « The Local Langlands Correspondence for {\displaystyle GL_{n}} over p-adic fields », Inventiones Mathematicae, vol. 192, no 3,‎ 2013, p. 663-715 (DOI 10.1007/s00222-012-0420-5, arXiv 1010.1540)
- Peter Scholze et Bhargav Bhatt, « The pro-étale topology for schemes », Astérisque, no 369,‎ 2015, p. 99-201 (ISBN 978-2-85629-805-3, MR 3379634, arXiv 1309.1198)
- Peter Scholze, « On torsion in the cohomology of locally symmetric spaces », Annals of Mathematics, vol. 182, no 3,‎ novembre 2015, p. 945-1066 (arXiv 1306.2070v2)